# Ménapiens
 (juillet 2008).
Si vous disposez d'ouvrages ou d'articles de référence ou si vous connaissez des sites web de qualité traitant du thème abordé ici, merci de compléter l'article en donnant les références utiles à sa vérifiabilité et en les liant à la section « Notes et références ».
Les Ménapiens ou Ménapes (Menapii en latin) étaient un peuple belge mentionné par César dans ses Commentaires sur la Guerre des Gaules. L'oppidum de Cassel constituait la place forte méridionale de la civitas des Ménapiens.

## Localisation du territoire des Ménapiens
Jules César situe le territoire des Ménapiens dans des marécages longeant la bande côtière de la mer du Nord. Bien que d'autres auteurs, comme Strabon confèrent au territoire des Ménapiens une étendue plus grande. César put avoir confondu  l'Yser avec l'estuaire de l'Escaut. En effet, il cite « c’était le pays des Ménapes, qui avaient des champs, des maisons, des villages sur les deux rives du fleuve ». Il est vrai aussi que l'estuaire de l'Escaut avait à l'époque un aspect différent de celui d'aujourd'hui puisque ce fleuve était alors un affluent de la Meuse.

### Les peuples voisins des Ménapes
Au commencement de la conquête des Gaules par César, les peuples voisins des Ménapiens étaient :
- au nord les Bataves,
- à l'est, séparés par l'Escaut, les Nerviens,
- au sud les Atrébates,
- au sud-ouest, près la côte, les Morins.

César et Tacite mentionnent Ménapes et Morins souvent ensemble. Il est probable que les deux peuples étaient alliés.

## Caractéristiques du territoire des Ménapiens
Leur territoire s'étendait autour de Gand. Cette zone de peuplement coïncide à peu près avec la province de la Flandre Orientale (Belgique), tout en s'étendant au nord jusqu'à l'embouchure de l'Escaut (la grande partie de Flandre zélandaise moderne) et probablement au-delà (rive droite de l'Escaut). Au sud, la frontière est marquée par le fleuve côtier Aa. César mentionne des Ménapiens au nord des Eburons (au nord de la province moderne du Limbourg belge), ayant les mêmes mœurs et le même type d'organisation sociale. Le sol est en général sablonneux. Le paysage se comparait à celui d'aujourd'hui (sans villes) : très plat, fermes, champs, haies, des marais au nord dans l'estuaire de l'Escaut, avec des forêts limitées, mais des boisements cités par César.
L'existence de la vaste « forêt charbonnière » coïncide avec les mentions de César sur la présence de grandes forêts pour expliquer en partie la résistance de certains peuples belges. Il est vrai aussi que les îlots dans les marécages de l'estuaire de l'Escaut sont restés assez inaccessibles jusqu'au Moyen Âge.

## Étymologie du nom «Ménapes»

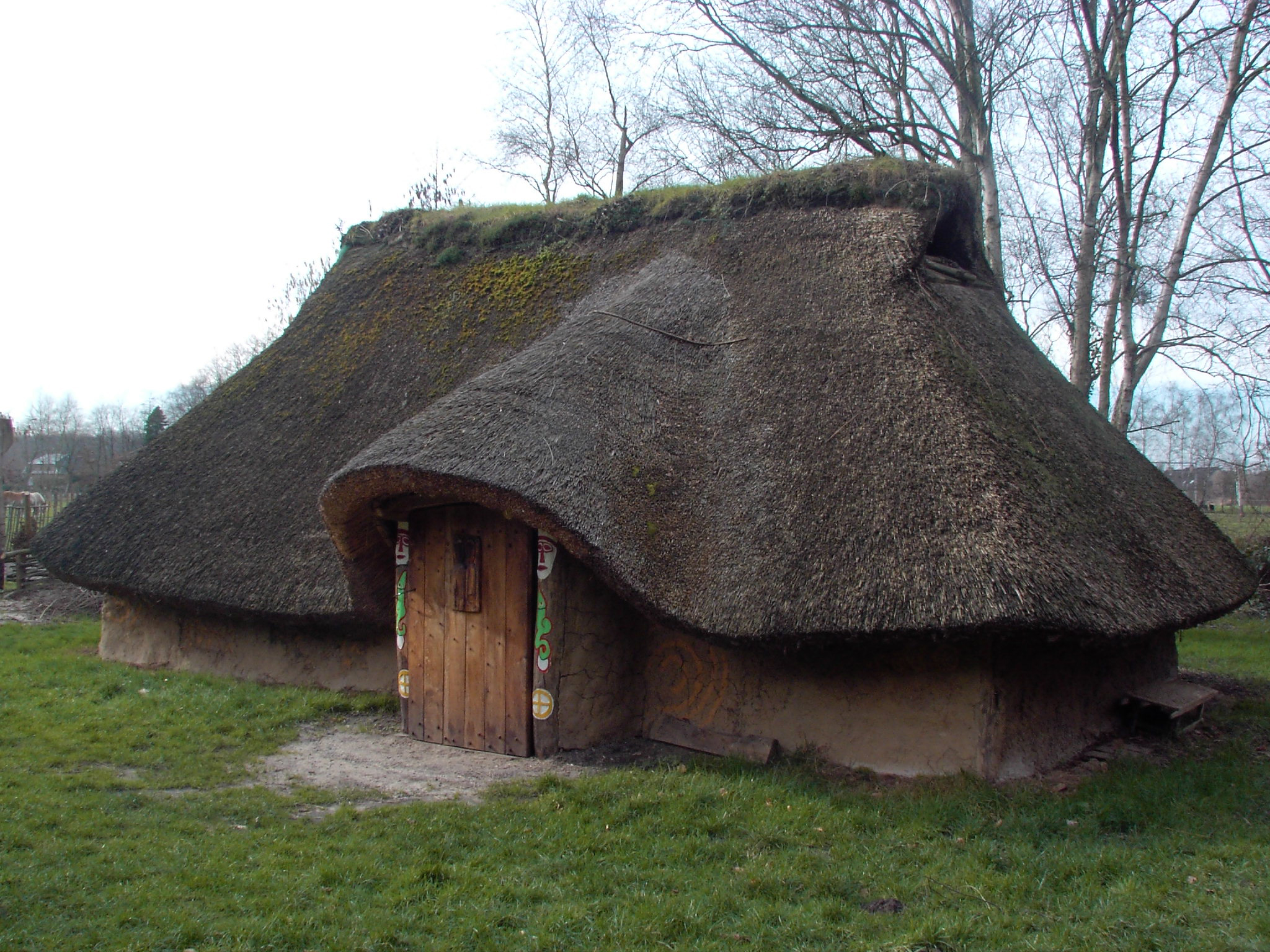
Reconstitution d'un habitat ménapien à Destelbergen (Belgique).

Le terme serait issu de deux mots gaulois mel et apa. Tous deux signifiaient « eau ». Ceci s'explique par l'omniprésence de l'eau dans les marécages où les Ménapiens s'établissaient. Le mot Ménapien désignerait donc un habitant des marécages et terres humides.[réf. nécessaire]

## Mode de vie des Ménapes
Les Ménapiens continentaux étaient sédentaires et vivaient de l'élevage et de l'agriculture.
Ils furent réputés pour leur viande porcine qui était expédiée jusqu'à Rome tant son goût était appréciée.
Le jambon des Ménapiens est brièvement mentionné dans les Épigrammes du poète romain Martial (c.40 - c.100) : "Qu'il me vienne un jambon du pays des Cerretains ou des Ménapiens, je laisse les délicats se gorger du filet".
Les Ménapiens marins étaient des commerçants. Ils ont quelquefois été qualifiés de "Phéniciens du Nord". Ils disposaient aussi d'une flotte conséquente issue de techniques équivalentes (construction en chêne) à celles de leurs alliés Vénètes leur permettant d'établir des colonies commerciales (dont Menapia mentionné par Ptolémée) jusqu'en mer d'Irlande et en Écosse.
Ils n'avaient pas de villes, mais préféraient vivre disséminés, dans des hameaux, ou fermes. Quand il y avait danger d'inondation, des propriétés furent bâties avec des cours à demi enterrées en haut de tertres de glaise ou de sable, appelés « Donken » (dunes de rivière).[réf. nécessaire]

## La conquête romaine
La conquête de cette région fut réalisée par César entre les années 57 av. J.-C. à 51 av. J.-C. Ils lèvent 7 000 hommes en 57 av. J.-C. selon César. Ce chiffre est très probablement largement exagéré.

### Jules César et les Ménapiens
D'après Jules César dans ses Commentaires sur la Guerre des Gaules (livre-IV, chapitres 1 et 4), les Tenctères et les Usipètes, harcelés par les Suèves, se seraient réfugiés sur le territoire des Ménapes après un périple en Germanie. Les Ménapes étaient farouchement opposés à leur conquête par Jules César. Ils faisaient partie de la confédération belge qui fut vaincue par César en 57 av. J.-C. et ont résisté jusqu'en 54 av. J.-C. Selon César, ils pouvaient livrer 9 000 hommes à la confédération. En l'an 56 av. J.-C. ils soutinrent les Vénètes. César fut encore une fois victorieux, mais Ménapes et Morins refusèrent de se soumettre, se retirant "dans les forêts et marécages" et commençant une guérilla acharnée. César réagit en abattant les forêts, en saisissant leur bétail et en brûlant leurs habitations. Mais ceci fut interrompu par de fortes pluies en automne et le début de l'hiver . L'année suivante, les Ménapes furent attaqués par des peuplades germaniques, venues de l'autre côté du Rhin, une bataille s'ensuivit et les Ménapes furent vaincus.
Plus tard la même année, pendant que César était en expédition en Bretagne (Grande-Bretagne), il envoya deux de ses légats (généraux) et la majorité de son armée vers le territoire des Ménapes et Morins. Une fois de plus, les Ménapes se retirèrent dans leurs forêts et marécages et les Romains en furent réduits à brûler leurs moissons et habitations.

 En l'an 54 av. J.-C. les Ménapes honorèrent les liens d'amitié avec l'Eburon Ambiorix et rejoignirent sa révolte.
César écrivit qu'eux seuls, parmi toutes les nations en Gaule (selon César : le territoire entre Pyrénées et Rhin), n'avaient jamais envoyé d'ambassadeurs pour discuter les termes de la paix, il n'a donc pu fournir d'informations sur la nature de l'origine et la langue de ce peuple. Pour ces raisons, César décida d'envoyer cinq légions (± 30 000 soldats professionnels) contre les Ménapes (population estimée à quelque 65 000 hommes, femmes et enfants).[réf. nécessaire]. Cette nouvelle campagne de dévastation força finalement les Ménapes à se soumettre, et César décida de les placer sous la tutelle (politique et fiscale ?) de son allié Commius l'Atrébate.

## Recherches en cours en archéologie génétique
La datation du haplogroupe caractéristique (R1b-Z16340) des Ménapiens a été estimée en utilisant la méthode développée par Iain McDonald.
L'âge médian de Z16340 est de 3 217 années, soit environ 1 268 ans avant l'ère chrétienne, soit environ 120 ans après la formation de celle (S5668) du groupe de la Manche.
Les recherches se poursuivent pour réduire l’intervalle de confiance à 95 % qui est actuellement compris entre 1810 et 751 avant l'ère chrétienne.
Cette analyse révèle une concordance entre les haplogroupes des Menapii irlandais et des Ménapiens belgæ et confirme l'appartenance des Ménapiens au groupe celtique atlantique.
Le porc ménapien a été reconstitué par retrocroisement sur base des analyses de l'Université de Gand par l'éleveur Ruben Brabant.

## Des Ménapiens dans les îles britanniques
Les Ménapes furent attestés par Strabon dans sa Geographica, qui les situait au nord des Nerviens près de l'embouchure du Rhin. Strabon ajoute le détail que « ces forêts ne contiennent pas de grands arbres, mais qu'ils sont denses et épineux. »
Ptolémée, dans son œuvre Geographia, les plaçait entre les Tungri (autre nom pour Eburons et Aduatuques) et les Nerviens. Il mentionne aussi une tribu Manapi vivant dans le sud-est de l'Irlande. On retrouve également plusieurs noms de tribus celtes en Grande-Bretagne et dans le reste de l'Irlande (Parisii, Atrebates, Belgæ...). Ceci peut s'expliquer par les invasions celtes aux VIe et IIIe siècles av. J.-C. qui atteignirent également les îles britanniques.
Une cohorte romaine de Ménapes, la Primae Menapiorum, est mentionnée sur une plaque commémorative datant du IIe siècle et trouvée à Brompton en Bretagne (Grande-Bretagne) et une autre à Brigetio en Pannonie.
Durant le IIIe siècle, un certain Carausius qui commandait la flotte romaine se déclarait empereur de Bretagne et la Gaule du Nord. Il était Ménapien et né à Batavia.
Une légion nommée Menapii Seniores est mentionnée dans la Notitia Dignitatum, un registre du Ve siècle des positions romaines et commandants militaires.